# Lina Prosa
Œuvres principales
- Triptyque du naufrage
  - Lampedusa Beach
  - Lampedusa Snow
  - Lampedusa Way

Lina Prosa, née en 1951 à Calatafimi-Segesta en Sicile,, est une journaliste et dramaturge italienne.

## Biographie
Lina Prosa est née à Calatafimi-Segesta en Sicile et vit à Palerme.
En 1994, avec Anna Barbera, elle  fonde l’Association Arlenika, dont le projet Arlenika-Montreale-Teatri (1991-1996) réalisé à Monreale traite le rapport entre le Théâtre et le Territoire.
En 1996, elle crée le Progetto Amazone traitant du rapport entre culture et maladie à travers le regard du Mythe, de la Science et du Théâtre.
En 2014, au Théâtre Vieux-Colombier à Paris, elle met en scène la Trilogie de l'épave, composée de Lampedusa Beach, Lampedusa Snow, Lampedusa Way qui est enregistrée et transmise par France Culture. Les textes sont traduits en français par Jean-Paul Manganaro.

## Textes pour le théâtre
- Artrosi, 1991
- Ricevimento, 1991
- Tetralogia di Io, 1992
- Nniriade, 1993
- Care Dame Sbandate, 1993
- Il teatro compirà cinquant’anni ; Crocieraplay, 1995
- Morte di una pornostar, 1995
- Cassandre on the Road,1998
- Bang Bang / in Care - Filottete e l’Infinito rotondo, 2004.
- Lampedusa Beach, 2003.

## Publications
- Teatro e Territorio nella Sicilia Occidentale, il Trampolo, 1981
- Ci vuole niente per essere treno, il Trampolo, 1982
- La Scomparsa di Ettore ultimamente visto a Comiso, il Trampolo, 1983
- Nniriade, revue Linea d’Ombra n.91-1995
- Morte di una Pornostar, Raffaelli Editore, Rimini 1997
- Una cellula al Tour de France, Cellule di carta, 2001.
- Miti senza dèi. Teatro senza dio, Feltrinelli, 2018[4].

### Distinctions
- 2000  Premier prix « Marie Curie » pour le Progetto Amazzone, de la part de la Societa Italiana di Radiologia Medica[2]
- 2005  Premier prix national pour le théâtre engagé « Annalisa Scafi » avec le texte Lampedusa Beach[2],[5]
- 2007  Lampedusa Beach reçoit le Prix Anima pour le Théâtre[2],[5]